# Championnat d'Italie féminin de rugby à XV de 2e division 2023-2024
Navigation
2022-2023 2024-2025
Le championnat de Serie A 2023-2024 oppose les 19 équipes féminines de deuxième division de rugby à XV du pays. La compétition est programmée du 29 octobre au 2 juin.
L'équipe de Volvera est championne et promue en Serie A Élite.

## Format
Les 19 équipes sont réparties en 3 poules géographiques de 7, 6 et 6 équipes. Dans chaque poule, les équipes se rencontrent en matchs aller-retour. Les équipes qui terminent en tête de leur poule sont qualifiées pour les demi-finales ainsi que le meilleur deuxième.
Les équipes réserves ne sont pas autorisées à participer à la phase finale. La finale est jouée sur un terrain neutre à définir.

## Liste des équipes en compétition
Par rapport à la saison précédente, on note les disparitions de Montebelluna, et du club sicilien de Ragusa.
Le club de l'Amatori Torre a fusionné avec l'Amatori Napoli, donnant naissance au Neapolis. Le club de Frascati fait son retour après une fusion avec les All Reds de Rome, tandis que débutent les clubs de Teramo et des Brigantesse de Catane.
Les Centurioni sont entrées dans l'entente de la Leonessa avec Calvisano, Brescia et Rovato.
| Poule 1                 | Poule 2             | Poule 3                       |
| ----------------------- | ------------------- | ----------------------------- |
| Amatori & Union (Milan) | Leonessa B          | Bisceglie                     |
| CUS Genova              | Forum Iulii (Udine) | Brigantesse Librino (Catane)  |
| CUS Milano B            | Puma Bisenzio       | Frascati                      |
| Lions Tortona           | Riviera             | Neapolis (Naples)             |
| Parabiago               | Romagna (Cesena)    | Spartan Queens (Montegranaro) |
| San Mauro               | Valsugana B         | Teramo                        |
| Volvera                 |                     |                               |

## Résumé des résultats

### Poule 1
L'équipe qui reçoit est indiquée dans la colonne de gauche.
| Clubs           | A&U     | GEN     | MIL     | TOR     | PAR     | SM      | VOL     |
| --------------- | ------- | ------- | ------- | ------- | ------- | ------- | ------- |
| Amatori & Union |         | 15 - 17 | 5 - 41  | 32 - 12 | 5 - 61  | 15 - 17 | 5 - 44  |
| CUS Genova      | 5 - 0   |         | 12 - 22 | 22 - 0  | 10 - 10 | 15 - 14 | 0 - 36  |
| CUS Milano B    | 94 - 0  | 78 - 5  |         | 0 - 28  | 17 - 26 | 53 - 5  | 29 - 12 |
| Tortona         | 16 - 15 | 14 - 33 | 6 - 40  |         | 0 - 46  | 10 - 30 | 0 - 41  |
| Parabiago       | 32 - 7  | 86 - 0  | 24 - 27 | 45 - 7  |         | 35 - 5  | 13 - 29 |
| San Mauro       | 21 - 7  | 50 - 7  | 28 - 0  | 29 - 17 | 5 - 47  |         | 7 - 38  |
| Volvera         | 57 - 0  | 76 - 0  | 37 - 26 | 59 - 17 | 38 - 12 | 34 - 0  |         |

|  | Victoire à domicile |  | Match nul |  | Défaite à domicile |

| Rang | Club            | J  | V  | N | D  | Bo | Bd | Pm  | Pe  | Diff | Pts |
| ---- | --------------- | -- | -- | - | -- | -- | -- | --- | --- | ---- | --- |
| 1    | Volvera         | 12 | 11 | 0 | 1  | 11 | 0  | 501 | 109 | +392 | 55  |
| 2    | Parabiago       | 12 | 8  | 1 | 3  | 9  | 1  | 437 | 150 | +287 | 44  |
| 3    | CUS Milano B    | 12 | 8  | 0 | 4  | 5  | 2  | 427 | 188 | +239 | 35¹ |
| 4    | San Mauro       | 12 | 6  | 0 | 6  | 4  | 1  | 211 | 278 | -67  | 29  |
| 5    | CUS Genova      | 12 | 5  | 1 | 6  | 1  | 0  | 126 | 401 | -275 | 23  |
| 6    | Tortona         | 12 | 2  | 0 | 10 | 0  | 1  | 127 | 392 | -265 | 9   |
| 7    | Amatori & Union | 12 | 1  | 0 | 11 | 0  | 5  | 106 | 407 | -301 | 9   |

|  | Qualifié pour les demi-finales |

Le CUS Milano a reçu une pénalité de quatre points pour non-respect des règlements fédéraux.

### Poule 2
L'équipe qui reçoit est indiquée dans la colonne de gauche.
| Clubs         | LEO     | FOR     | PUM     | RIV     | ROM     | VAL     |
| ------------- | ------- | ------- | ------- | ------- | ------- | ------- |
| Leonessa B    |         | 0 - 28  | 0 - 66  | 5 - 34  | 0 - 79  | 12 - 56 |
| Forum Iulii   | 44 - 0  |         | 14 - 12 | 5 - 12  | 10 - 13 | 10 - 15 |
| Puma Bisenzio | 71 - 7  | 15 - 10 |         | 20 - 7  | 31 - 17 | 28 - 0  |
| Riviera       | 34 - 12 | 19 - 15 | 17 - 39 |         | 14 - 7  | 7 - 19  |
| Romagna       | 71 - 5  | 7 - 22  | 5 - 24  | 10 - 36 |         | 0-41    |
| Valsugana B   | 63 - 0  | 35 - 10 | 50 - 0  | 0 - 28  | 65 - 12 |         |

|  | Victoire à domicile |  | Match nul |  | Défaite à domicile |

| Rang | Club          | J  | V | N | D  | Bo | Bd | Pm  | Pe  | Diff | Pts |
| ---- | ------------- | -- | - | - | -- | -- | -- | --- | --- | ---- | --- |
| 1    | Puma Bisenzio | 10 | 8 | 0 | 2  | 5  | 1  | 306 | 127 | +179 | 38  |
| 2    | Valsugana B   | 10 | 8 | 0 | 2  | 5  | 1  | 344 | 107 | +237 | 34¹ |
| 3    | Riviera       | 10 | 7 | 0 | 3  | 3  | 1  | 202 | 120 | +82  | 32  |
| 4    | Forum Iulii   | 10 | 4 | 0 | 6  | 4  | 4  | 168 | 128 | +40  | 24  |
| 5    | Romagna       | 10 | 3 | 0 | 7  | 3  | 0  | 221 | 248 | -27  | 15  |
| 6    | Leonessa B    | 10 | 0 | 0 | 10 | 0  | 0  | 29  | 540 | -511 | 0   |

|  | Qualifié pour les demi-finales |

Le Valsugana Padoue a reçu une pénalité de quatre points pour non-respect des règlements fédéraux.

### Poule 3
L'équipe qui reçoit est indiquée dans la colonne de gauche.
| Clubs          | BIS     | BRI    | FRA     | NEA     | SPA     | TER     |
| -------------- | ------- | ------ | ------- | ------- | ------- | ------- |
| Bisceglie      |         | 8 - 19 | 0 - 46  | 5 - 90  | 12 - 71 | 27 - 10 |
| Brigantesse    | 15 - 17 |        | 0 - 74  | 7 - 48  | 7 - 61  | 7 - 0   |
| Frascati       | 29 - 0  | 43 - 5 |         | 12 - 22 | 10 - 7  | 86 - 5  |
| Neapolis       | 68 - 0  | 55 - 0 | 30 - 12 |         | 17 - 10 | 62 - 0  |
| Spartan Queens | 87 - 0  | 45 - 7 | 10 - 21 | 5 - 23  |         | 77 - 0  |
| Teramo         | 19 - 22 | 5 - 15 | 0 - 50  | 0 - 54  | 5 - 63  |         |

|  | Victoire à domicile |  | Match nul |  | Défaite à domicile |

| Rang | Club           | J  | V  | N | D  | Bo | Bd | Pm  | Pe  | Diff | Pts |
| ---- | -------------- | -- | -- | - | -- | -- | -- | --- | --- | ---- | --- |
| 1    | Neapolis       | 10 | 10 | 0 | 0  | 8  | 0  | 469 | 51  | +418 | 48  |
| 2    | Frascati       | 10 | 8  | 0 | 2  | 4  | 1  | 383 | 79  | +304 | 37  |
| 3    | Spartan Queens | 10 | 6  | 0 | 4  | 5  | 3  | 436 | 102 | +334 | 32  |
| 4    | Briganti       | 10 | 3  | 0 | 7  | 0  | 1  | 82  | 355 | -273 | 13  |
| 5    | Bisceglie      | 10 | 3  | 0 | 7  | 1  | 0  | 90  | 454 | -364 | 13  |
| 6    | Teramo         | 10 | 0  | 0 | 10 | 0  | 2  | 44  | 463 | -419 | 2   |

|  | Qualifié pour les demi-finales |

## Phase finale
|  | Demi-finales  | Demi-finales |               |        | Finale                        | Finale                        |
|  | Demi-finales  | Demi-finales |               |        | Finale                        | Finale                        |
|  |               |              |               |        |                               |                               |
|  | 12 et 19 mai  | 12 et 19 mai |               |        | 2 juin, Campo Moletolo, Parme | 2 juin, Campo Moletolo, Parme |
|  | 12 et 19 mai  | 12 et 19 mai |               |        | 2 juin, Campo Moletolo, Parme | 2 juin, Campo Moletolo, Parme |
|  | Puma Bisenzio | 20 \| 15     |               |        | 2 juin, Campo Moletolo, Parme | 2 juin, Campo Moletolo, Parme |
|  | Puma Bisenzio | 20 \| 15     |               |        | 2 juin, Campo Moletolo, Parme | 2 juin, Campo Moletolo, Parme |
|  | Neapolis      | 18 \| 17     |               |        | 2 juin, Campo Moletolo, Parme | 2 juin, Campo Moletolo, Parme |
|  | Neapolis      | 18 \| 17     | Puma Bisenzio | 17     |                               |                               |
|  | 12 et 19 mai  |              | Puma Bisenzio | 17     |                               |                               |
|  |               | Volvera      | 20            |        |                               |                               |
|  | Frascati      | Volvera      | 20            | 7 \| 0 |                               |                               |
|  | Frascati      |              |               | 7 \| 0 |                               |                               |
|  | Volvera       | 46 \| 48     |               |        |                               |                               |
|  | Volvera       | 46 \| 48     |               |        |                               |                               |